# Le Crime de Mme Lévy
Pour le film de Saverio Costanzo sorti en 2014, voir Hungry Hearts.
Pour plus de détails, voir Fiche technique et Distribution.
Le Crime de Mme Lévy (titre original : Hungry Hearts) est un film muet américain réalisé par E. Mason Hopper, sorti en 1922.

## Fiche technique
- Titre original : Hungry Hearts
- Réalisation : E. Mason Hopper
- Scénario : Julien Josephson d'après des histoires courtes de Anzia Yazierska
- Production :  Goldwyn Pictures Corporation
- Photographie : Robert Newhard
- Montage : Robert Kern
- Direction artistique : Cedric Gibbons
- Dates de sortie : 
  - États-Unis : 26 novembre 1922
  - France : 22 février 1924

## Distribution
- Bryant Washburn : David Kaplan
- Helen Ferguson : Sara Levin
- E.A. Warren : Abraham Levin
- Rosa Rosanova : Hannah Levin
- George Siegmann : Benjamin Rosenblatt
- Otto Lederer : Gedalyah Mindel
- Millie Schottland : Mishel Mindel
- Bert Sprotte : Cossack
- Abe Budin : Sopkin
- Edwin B. Tilton : le juge